# Émeric Crucé

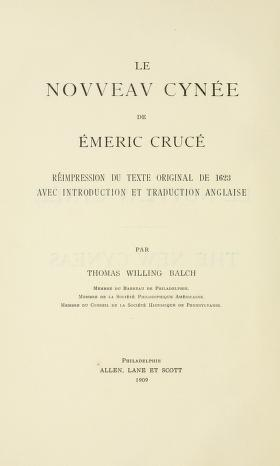
Le Novveav Cynée (Neuauflage 1909)

Émeric Crucé genannt Émeric Lacroix (* um 1590; † 1648) war französischer Mönch und Mathematiklehrer an einem Pariser Kollegium.
Er verfasste den ersten Friedensplan, der nicht nur den Frieden in Europa, sondern in der ganzen Welt zum Ziel hatte. Das kleine Buch, das er 1623 veröffentlichen ließ, heißt Der Neue Kineas (franz. Le Nouveau Cynée). Kineas ist der Name des Vertrauten von König Pyrrhus, jenes Königs, der durch seine sinnlosen Pyrrhussiege sprichwörtlich geworden ist. Crucé schlug vor, in Venedig eine ständige Botschafterversammlung aller Länder einzuberufen, welche die Streitigkeiten der Herrscher auf friedlichem Wege und durch Schiedsspruch beilegen solle. Damit formulierte er die Idee des Völkerbunds in Genf und seiner heutigen Nachfolgerin, der UNO in New York.

## Quelle
- Der Artikel wurde mit freundlicher Genehmigung von Herrn Richard Beiderbeck veröffentlicht; Der Artikel ist ein Textfragment des Beitrages von R. Beiderbeck: Von Weltreichen und der Weltregierung (Memento vom 7. Oktober 2007 im Internet Archive)
- Le Nouveau Cynée ist als: Bild von: Le Nouveau Cynée zu sehen. - abgerufen am: 2021.02.04